# Justina Vail Evans
Justina Vail Evans, née Justina Vail le 20 août 1963 à Kuala Lumpur (Malaisie), est une actrice britannique.

## Biographie
Justina Vail est née en Malaisie de parents britanniques. Sa mère était peintre sculpteur et son père ingénieur. Elle a 9 ans quand ses parents déménagent à Hong Kong puis en Angleterre où elle finit ses études. Après avoir quitté l'université d'art, elle poursuit une carrière de mannequin et d'actrice.
En 2001, elle décide de se retirer du métier d'actrice pour retourner faire des études. En 2002, elle ouvre son cabinet privé de thérapie où elle exerce en tant que coach de vie. Elle finit à ce moment-là son premier livre. Le 30 juillet 2005, elle se marie avec le Dr. Jeff Evans, auteur à succès. Elle vit actuellement à Los Angeles avec son mari.
Justina Vail est surtout connue pour son rôle dans la série Sept jours pour agir où elle interprète le rôle du docteur Olga Vukavitch, une scientifique russe.

## Filmographie

### Cinéma
- 1990 : Shadow of China : Caroline
- 1996 : Naked Souls : Amelia
- 1996 : Carnosaur 3 : Proodfoot
- 1996 : Jerry Maguire de Cameron Crowe : L'ex petite-amie
- 1997 :  Le Collectionneur : La beauté

### Télévision
- 1984 : The Cold Room (téléfilm) : Christa Bruckner
- 1990 : Yellowthread Street (1 épisode) : Caroline
- 1991 : Super Force (1 épisode) : L'hôtesse
- 1991 -  1992 :  Superboy : L'assistante du Dr. Winger
- 1992 : L'As de la crime (1 épisode) : Anna Trentino
- 1993 : Journey to the Center of the Earth (téléfilm) : Devin
- 1994 : X-Files : Aux frontières du réel (1 épisode) : L'esprit
- 1995 : Marker (1 épisode) : Irina
- 1996 : Seinfeld (1 épisode) : Amanda
- 1997 : Pacific Blue (1 épisode) : Maggie Garrity
- 1997 : Susan! (1 épisode) : Gina
- 1997 :  Highlander (1 épisode) : Katya/Cara
- 1998 : Conan (1 épisode) : Zotana
- 1998 -  2001 : Sept jours pour agir : Dr. Olga Vukavitch
- 2009 : Hôpital central : Dr. Ingrid Hensen
- 2010 : Cold Case : Affaires classées (1 épisode) : Zelda Panay

## Distinctions
- Saturn Award pour son rôle dans la série Sept jours pour agir (meilleure actrice de télévision dans un second rôle)